# Glenea arida
Glenea arida é uma espécie de escaravelho da família Cerambycidae. Foi descrita por James Thomson em 1865.

## Subespécies
- Glenea arida alluaudi Breuning, 1958
- Glenea arida arida Thomson, 1865